# Didymella phacae
Didymella phacae är en svampart som beskrevs av Corbaz 1955. Didymella phacae ingår i släktet Didymella, ordningen Pleosporales, klassen Dothideomycetes, divisionen sporsäcksvampar och riket svampar.   Inga underarter finns listade i Catalogue of Life.